# Зверев, Валентин Павлович
Валентин Павлович Зверев (1924—1986) — Герой Советского Союза, командир взвода разведки 200-го гвардейского стрелкового полка 68-й гвардейской стрелковой дивизии 40-й армии Воронежского фронта, лейтенант.

## Биография
Родился 1 февраля 1924 года в селе Ляпня ныне Гагинского района Нижегородской области в семье потомственных крестьян. Русский.
В июле 1942 года окончил ремесленное училище в Горьком, по специальности — кузнец. В Красную Армию ушёл добровольно, несмотря на то, что имел право на бронь. До апреля 1943 года учился в 3-м Ленинградском пехотном училище. С июля 1943 года — в действующей армии в звании лейтенанта и в должности командира взвода разведки 200-го гвардейского стрелкового полка 68-й гвардейской стрелковой дивизии, входящей в состав 40-й армии Воронежского фронта. Принял участие в Белгородско-Харьковской наступательной операции Курской битвы, в освобождении левобережной Украины, за что получил орденом Красной Звезды.
Взвод Валентина Зверева в составе первой десантной группы принял в ночь на 25 сентября участие в форсирование Днепра около села Балыко-Щучинка (Кагарлыкского района Киевской области). Переплыв через реку, десантники штурмовали укрепления на высоком западном берегу. Две недели длились напряженные бои за расширение плацдарма. 7 октября взвод лейтенанта Зверева, обойдя противника, захватил господствующую высоту, откуда было удобно обстреливать переправу. Взвод удерживал высоту до подхода подкреплений, отбив 16 контратак противника. Получил тяжёлое ранение. Во взводе после этого боя осталось в живых только шесть человек.
Представлен к званию Героя Советского Союза за мужество при форсировании Днепра. Указом Президиума Верховного Совета СССР «О присвоении звания Героя Советского Союза генералам, офицерскому, сержантскому и рядовому составу Красной Армии» от 10 января 1944 года за «образцовое выполнение боевых заданий командования на фронте борьбы с немецко-фашистскими захватчиками и проявленные при этом отвагу и геройство» был удостоен звания Героя Советского Союза с вручением ордена Ленина и медали «Золотая Звезда» (№ 3653). Узнал о награждении званием Героя Советского Союза, когда находился в эвакогоспитале в Тамбове.
В 1946 году окончил Курсы усовершенствования офицерского состава. В том же году по состоянию здоровья был уволен в запас. Служил в войсках Министерства внутренних дел. В 1953 году окончил Военный институт. В 1960 году вновь призван в Советскую Армию. Проходил службу в должности начальника штаба гражданской обороны Владимирской области в звании подполковника.
В 1964 году был переведен заместителем начальника штаба гражданской обороны Ростовской области. В сентябре 1970 года вышел в запас в звании полковника.
Проживал в Ростове-на-Дону.
Валентин Павлович умер 19 сентября 1986 года, похоронен в Ростове-на-Дону.

## Память
- Имя Зверева В. П. вместе с именами других Героев Советского Союза — выпускников ПТУ № 26 вписано золотом на мраморной мемориальной доске, установленной перед входом в училище.

## Награды
- Медаль «Золотая Звезда» (СССР) (10.1.1944)[3]
- Орден Ленина (10.1.1944)[3].

- Орден Отечественной войны I степени(11.3.1985)[4]

- Орден Красной Звезды (30.9.1943)[5]
- Медаль «В ознаменование 100-летия со дня рождения Владимира Ильича Ленина» (6 апреля 1970)
- Медаль «За победу над Германией в Великой Отечественной войне 1941—1945 гг.»
- Медаль «Двадцать лет Победы в Великой Отечественной войне 1941—1945 гг.»
- Юбилейная медаль «Тридцать лет Победы в Великой Отечественной войне 1941—1945 гг.»[6]
- Медаль «Сорок лет Победы в Великой Отечественной войне 1941-1945 гг.»[7]
- Юбилейная медаль «50 лет Победы в Великой Отечественной войне 1941—1945 гг.»[8]
- Юбилейная медаль «60 лет Победы в Великой Отечественной войне 1941—1945 гг.»
- Юбилейная медаль «65 лет Победы в Великой Отечественной войне 1941—1945 гг.»
- Медаль «Ветеран труда»
- Медаль «30 лет Советской Армии и Флота».[9]
- Юбилейная медаль «40 лет Вооружённых Сил СССР»[10]
- Юбилейная медаль «50 лет Вооружённых Сил СССР» (26 декабря 1967[11])
- Юбилейная медаль «60 лет Вооружённых Сил СССР» (28 января 1978[12])
- Юбилейная медаль «70 лет Вооружённых Сил СССР» (28 января 1988[13])
- и другими